# Y mañana será otro día
 (срп. А сутра ће бити још један дан) мексичка је тинејџерска теленовела, продукцијске куће Телевиса, снимана 2018.

## Улоге
| Глумац           | Улога                                |
| ---------------- | ------------------------------------ |
| Анхелика Вале    | Моница Рохас Араиз                   |
| Диего Оливера    | Цамило Сармиенто                     |
| Алехандра Баррос | Диана Алцантара Лазцано де Сармиенто |
| Луис Хацха       | Ињаки де ла Маза                     |